# 也门卖
也门卖淫业是也门的性服务行业及相关产业的统称。
也门卖淫业非法的，可判处三年监禁至死刑。不过，卖淫现象很普遍，尤其是在亚丁和首都萨那。 联合国艾滋病规划署估计，该国有 54,000 名妓女。 这些妇女中有许多人因贫穷而转向卖淫。 他们大多数是索马里难民。